# Kreis Görlitz-Land

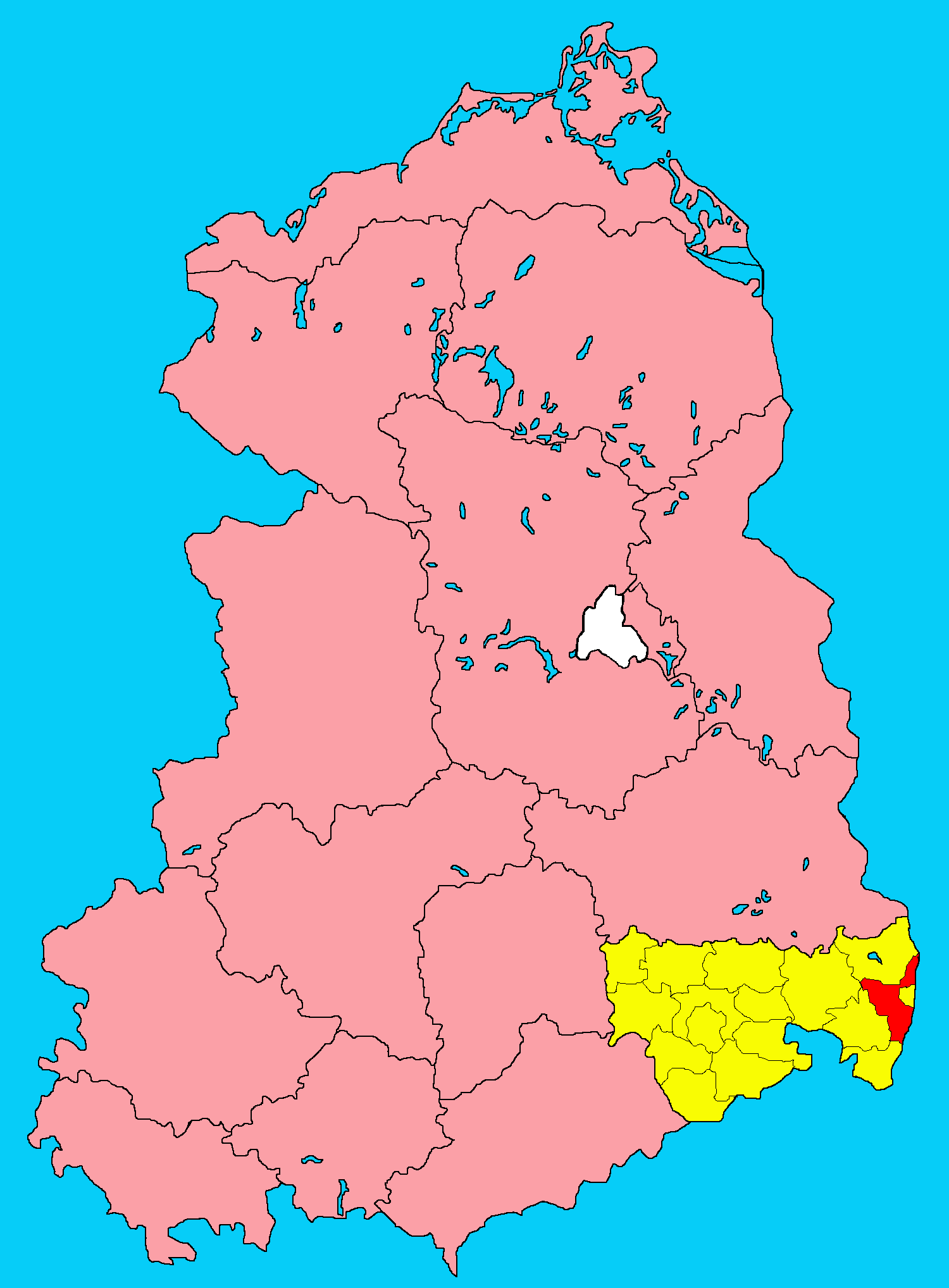
Kreis Görlitz

Der Kreis Görlitz bzw. Kreis Görlitz-Land war ein Landkreis im Bezirk Dresden der DDR. Von 1990 bis 1994 bestand er als Landkreis Görlitz im Freistaat Sachsen fort. Sein Gebiet liegt heute im neuen Landkreis Görlitz. Der Sitz der Kreisverwaltung befand sich in Görlitz.

## Geographie

### Nachbarkreise
Der Kreis Görlitz-Land grenzte gegen den Uhrzeigersinn im Norden beginnend an die Kreise Niesky, Bautzen, Löbau und Zittau. Im Osten grenzte der Kreis mit Ausnahme des Stadtkreises Görlitz an Polen.

### Landschaften
- Eigen
- Königshainer Berge
- Klosterwald mit Kloster St. Marienthal
- Landeskrone
- Lausitzer Neiße
- Rotstein

## Geschichte
Der Kreis Görlitz entstand im Zuge der Kreisreform in der DDR am 25. Juli 1952.

Die westlich der Neiße gelegenen Gemeinden des ehemals preußischen Landkreises Görlitz wurden durch SMAD-Befehl am 9. Juli 1945 in das Land Sachsen eingegliedert. Am 16. Januar 1947 wurde der Landkreis Görlitz mit dem Nachbarkreis Niesky zum neuen Landkreis Weißwasser-Görlitz zusammengeschlossen, der am 12. Januar 1948 in Landkreis Niesky umbenannt wurde. Aus diesem Landkreis Niesky wurden 37 Gemeinden an den neuen Kreis Görlitz abgegeben, die Landkreise Löbau und Zittau gaben weitere 9 Gemeinden ab.
Der Kreis Görlitz wurde dem neugebildeten Bezirk Dresden zugeordnet, der Rat des Kreises (ab 1990 wieder Landratsamt) hatte seinen Sitz in der Stadt Görlitz.
Folgende 46 Gemeinden bildeten den neuen Kreis Görlitz:
- 7 Gemeinden aus dem Landkreis Löbau:

Altbernsdorf auf dem Eigen, Berzdorf auf dem Eigen, Dittersbach auf dem Eigen, Kiesdorf auf dem Eigen, Oehlisch, Schönau auf dem Eigen und Sohland am Rotstein
- 37 Gemeinden aus dem Landkreis Niesky:

Arnsdorf, Buchholz, Deschka, Deutsch Ossig, Deutsch-Paulsdorf, Dittmannsdorf, Döbschütz, Ebersbach, Friedersdorf, Gersdorf, Girbigsdorf, Groß Krauscha, Hagenwerder, Hilbersdorf, Holtendorf, Jauernick-Buschbach, Klein Neundorf, Königshain, Krobnitz, Kunnersdorf, Kunnerwitz, Ludwigsdorf, Markersdorf, Melaune, Mengelsdorf, Meuselwitz, Niederreichenbach, Oberreichenbach, Pfaffendorf, Prachenau, Reichenbach/O.L., Schlauroth, Schöps, Tauchritz, Tetta, Thiemendorf und Zodel.
- 2 Gemeinden aus dem Landkreis Zittau:

Leuba und Ostritz
Durch Gemeindegebietsveränderungen und Umgliederungen über Kreisgrenzen hinweg sank die Zahl der selbständigen Gemeinden bis zur Auflösung des Kreises 1994 auf 13.
- 1. Januar 1957 Eingliederung von Tauchritz in Hagenwerder
- 1. Januar 1957 Eingliederung von Nieder Reichenbach in die Stadt Reichenbach/O.L.
- 1. April 1961 Eingliederung von Döbschütz in Melaune
- 18. Juli 1963 Zusammenschluss von Berzdorf auf dem Eigen und Schönau zu Schönau-Berzdorf auf dem Eigen (OT Berzdorf 1969/1970 abgebrochen)
- 1. Januar 1969 Eingliederung von Ober Reichenbach in die Stadt Reichenbach/O.L.
- 1. Januar 1970 Zusammenschluss von Arnsdorf und Hilbersdorf zu Arnsdorf-Hilbersdorf
- 1. Januar 1972 Eingliederung von Krobnitz in Meuselwitz
- 1. Januar 1972 Zusammenschluss von Pfaffendorf und Schlauroth zu Pfaffendorf-Schlauroth
- 1. Januar 1974 Eingliederung von Klein Neundorf in Deutsch Ossig
- 1. Januar 1974 Eingliederung von Tetta in Buchholz
- 1. Januar 1974 Eingliederung von Holtendorf in Markersdorf
- 1. Januar 1974 Eingliederung von Prachenau in Melaune
- 1. Januar 1974 Eingliederung von Oehlisch in Meuselwitz
- 1. Juli 1984 Aufspaltung von Pfaffendorf-Schlauroth in die Gemeinden Pfaffendorf und Schlauroth
- 1. Januar 1994 Eingliederung von Altbernsdorf auf dem Eigen und Dittersbach auf dem Eigen in die Stadt Bernstadt (Lkr. Löbau)
- 1. Januar 1994 Eingliederung von Deutsch-Paulsdorf, Friedersdorf, Gersdorf, Jauernick-Buschbach und Pfaffendorf in Markersdorf
- 1. Januar 1994 Eingliederung von Leuba in die Stadt Ostritz
- 1. Januar 1994 Eingliederung von Dittmannsdorf, Mengelsdorf und Meuselwitz in die Stadt Reichenbach/O.L.
- 1. Januar 1994 Eingliederung von Kiesdorf in Schönau-Berzdorf auf dem Eigen
- 1. Januar 1994 Eingliederung von Deutsch Ossig (1988 entsiedelt) in die kreisfreie Stadt Görlitz
- 1. Januar 1994 Zusammenschluss von Ebersbach, Girbigsdorf und Kunnersdorf zu Schöpstal
- 1. Januar 1994 Zusammenschluss von Arnsdorf-Hilbersdorf, Buchholz und Melaune zu Vierkirchen
- 1. März 1994 Eingliederung in Hagenwerder und Schlauroth in die kreisfreie Stadt Görlitz
- 1. März 1994 Zusammenschluss von Diehsa, Jänkendorf, Nieder-Seifersdorf (alle Kr. Niesky) und Thiemendorf zu Waldhufen

Am 17. Mai 1990 wurde der Kreis Görlitz-Land in Landkreis Görlitz umbenannt. Mit Wirkung vom 1. August 1994 wurde der Landkreis Görlitz im Rahmen der ersten Kreisgebietsreform in Sachsen aufgelöst. Drei Gemeinden wurden in die kreisfreie Stadt Görlitz eingegliedert. Die südlich der alten sächsisch-preußischen Landesgrenze liegenden Gemeinden hingegen wechselten – mit Ausnahme von Sohland und Zoblitz – zum Landkreis Löbau-Zittau, und die anderen Gemeinden des Landkreises wurden mit den Gemeinden der Landkreise Niesky und Weißwasser im Niederschlesischen Oberlausitzkreis zusammengefasst.

## Sprache
In und um Görlitz treffen der alteingesessene oberlausitzer Dialekt und schlesische Dialekte, die hauptsächlich von den deutschen Ostvertriebenen nach 1945 mitgebracht wurden, aufeinander.

## Bevölkerungsdaten der Städte und Gemeinden
Bevölkerungsübersicht aller 32  Gemeinden des Kreises, die 1990 in das wiedergegründete Land Sachsen kamen.
| AGS      | Gemeinde                       | Einwohner  | Einwohner  | Fläche (ha) |
| AGS      | Gemeinde                       | 03.10.1990 | 31.12.1990 | 31.12.1990  |
| 14029010 | Altbernsdorf auf dem Eigen     | 676        | 676        | 1.591       |
| 14029020 | Arnsdorf-Hilbersdorf           | 747        | 746        | 1.100       |
| 14029030 | Buchholz                       | 555        | 552        | 1.478       |
| 14029040 | Deschka                        | 488        | 443        | 1.422       |
| 14029050 | Deutsch Ossig                  | 135        | 94         | 858         |
| 14029060 | Deutsch Paulsdorf              | 211        | 207        | 443         |
| 14029070 | Dittersbach auf dem Eigen      | 675        | 673        | 942         |
| 14029080 | Dittmannsdorf                  | 241        | 240        | 457         |
| 14029090 | Ebersbach                      | 665        | 665        | 1.050       |
| 14029100 | Friedersdorf                   | 598        | 590        | 1.331       |
| 14029110 | Gersdorf                       | 632        | 622        | 920         |
| 14029120 | Girbigsdorf                    | 723        | 728        | 935         |
| 14029130 | Groß Krauscha                  | 469        | 460        | 1.005       |
| 14029140 | Hagenwerder                    | 1.855      | 1.767      | 715         |
| 14029170 | Jauernick-Buschbach            | 436        | 436        | 791         |
| 14029180 | Kiesdorf auf dem Eigen         | 495        | 495        | 773         |
| 14029200 | Königshain                     | 1.291      | 1.280      | 1.952       |
| 14029220 | Kunnersdorf auf dem Eigen      | 713        | 710        | 1.394       |
| 14029230 | Kunnerwitz                     | 556        | 578        | 521         |
| 14029240 | Leuba                          | 441        | 443        | 709         |
| 14029250 | Ludwigsdorf                    | 1.018      | 1.003      | 1.370       |
| 14029260 | Markersdorf                    | 1.212      | 1.211      | 2.045       |
| 14029270 | Melaune                        | 759        | 755        | 953         |
| 14029280 | Mengelsdorf                    | 468        | 464        | 888         |
| 14029290 | Meuselwitz                     | 619        | 617        | 1.299       |
| 14029320 | Ostritz, Stadt                 | 3.426      | 3.411      | 1.628       |
| 14029330 | Pfaffendorf                    | 460        | 454        | 708         |
| 14029350 | Reichenbach/O.L., Stadt        | 3.375      | 3.341      | 1.282       |
| 14029360 | Schlauroth                     | 315        | 312        | 252         |
| 14029370 | Schönau-Berzdorf auf dem Eigen | 1.545      | 1.540      | 2.012       |
| 14029380 | Sohland am Rotstein            | 1.269      | 1.269      | 1.979       |
| 14029400 | Zodel                          | 677        | 670        | 1.110       |
| 14029000 | Landkreis Görlitz              | 27.745     | 27.452     | 35.913      |

## Kfz-Kennzeichen
Den Kraftfahrzeugen (mit Ausnahme der Motorräder) und Anhängern wurden von etwa 1974 bis Ende 1990 dreibuchstabige Unterscheidungszeichen, die mit den Buchstabenpaaren RK und RL begannen, zugewiesen. Die letzte für Motorräder genutzte Kennzeichenserie war YO 50-01 bis YO 99-99.
Anfang 1991 erhielten der Landkreis und die kreisfreie Stadt Görlitz das Unterscheidungszeichen GR. Es wurde im Landkreis bis zum 31. Dezember 1994 ausgegeben.

## Codes
- Postleitzahlen bis 1993: 890*
- Postleitzahlen seit 1993: 028*
- Telefonvorwahlen: 0358*